# Mat & vänner
Mat & Vänner var ett svenskt förlag som startades 2004 och hade sitt säte i Helsingborg. Förlaget producerade både tidskrifter och böcker. Vd och koncernchef var Thorbjörn Östman, som hade ett långt förflutet inom tidningsbranschen och bland annat var med och startade Dagens industri. Mat & Vänner inledde sin bana med magasinet Mat & Vänner, som under 2008 fick sällskap av specialutgåvorna Mat & Vänner Inred (med fokus på design) och Mat & Vänner Vin. Förlagets specialitet var öronmärkta editioner för företag och andra organisationer.
Sajten matochvanner.se och Mat & Vänners arkiv ägs av David Back AB. Namnet kanske ni känner igen från den ursprungliga ägarfamiljen av tidningen samt foto-byline på de flesta recept och reportage sedan starten 2004. 
Mat & Vänner är ett skyddat varumärke.